# 이상식 (1966년)
이상식(李相植, 1966년 4월 27일~)은 대한민국의 경찰 출신 정치인이다.
제21대 국회의원 선거를 앞두고 더불어민주당 수성구 을 후보로 공천되었다. 본 선거 결과에서 25.13%의 득표율을 기록하면서 홍준표, 이인선 후보에 밀리면서 3위로 낙선했다.
제22대 국회의원 선거를 앞두고 용인시 갑으로 지역구를 옮겨서 출마를 선언했다. 더불어민주당 경선에서 승리를 거두면서 공천이 확정되었으며 개표 결과 50.22%의 득표율을 기록하면서 제22대 국회의원으로 당선되었다.

## 학력
- 경신고등학교 졸업
- 경찰대학 5기 학사
- 서울대학교 행정대학원 행정학 석사
- 킹스 칼리지 런던 형사정책학 석사
- 동국대학교 대학원 경찰학 박사

## 경력
- 제34회 행정고시 합격
- 강원 영월경찰서장
- 경찰청 마약지능수사과장
- 주영국 대한민국 대사관 주재관
- 대통령실 민정1비서관실 행정관
- 서울수서경찰서장
- 경기지방경찰청 제3부장
- 안전행정부 치안정책관
- 경찰청 정보심의관
- 경찰청 정보국장
- 대구지방경찰청장
- 부산지방경찰청장
- 국민주권선거대책위원회 대구-부산 공동선대위원장
- 국무총리비서실 민정실장(이낙연 총리)
- 대한민국대전환 선거대책위원회 법률지원단 부단장
- 제7회 전국동시지방선거 대구광역시장 더불어민주당 예비후보
- 더불어민주당 대구광역시당 수성구 을 지역위원회 위원장
- 제8회 전국동시지방선거 경기도 용인시장 더불어민주당 예비후보
- 용인대학교 경찰행정학과 객원교수
- 더불어민주당 경기도당 용인시 갑 지역위원회 위원장
- 2024년 4월 10일: 대한민국 제22대 국회의원 선거 당선(경기 용인시 갑, 더불어민주당, 초선)
- 2024년 11월~: 더불어민주당 당대표특보단 민생특보단 특보
- 2025년 3월~: 더불어민주당 경기도당 기본사회위원회 수석부위원장

### 의정 활동
- 2024년 5월 30일~: 제22대 국회의원(경기 용인시 갑, 더불어민주당, 초선)
  - 2024년 6월~: 제22대 국회 전반기 행정안전위원회 위원
  - 2024년 12월~: 제22대 국회 순직 해병 수사 방해 및 사건 은폐 등의 진상규명을 위한 국정조사 특별위원회 위원

## 역대 선거 결과
|  | 25.13% |

|  | 50.22% |

## 소속 정당
| 소속 정당 | 소속 정당    | 소속 기간 | 비고      |
| --------- | ------------ | --------- | --------- |
|           | 더불어민주당 | 2017~현재 | 정계 입문 |

## 같이 보기
- 용인시 갑
- 용인시의 국회의원
- 용인시 처인구의 국회의원